# Faktori
Faktori var betegnelsen for et europæisk handelskompagnis afdeling i udlandet. Det blev især anvendt om afdelinger uden for Europa. Et faktoris leder var en faktor.
| Erhverv og erhvervsliv | Spire Denne artikel om erhverv, erhvervsliv og arbejdsmarked er en spire som bør udbygges. Du er velkommen til at hjælpe Wikipedia ved at udvide den. |

| Historie | Spire Denne historieartikel er en spire som bør udbygges. Du er velkommen til at hjælpe Wikipedia ved at udvide den. |